# Clan di Giostra
Il clan di Giostra è un clan mafioso originario del quartiere "Giostra" della zona centro-nord di Messina. È considerato uno dei più potenti clan mafiosi della Sicilia e della città metropolitana di Messina. Tra le attività criminali condotte da tale organizzazione vi sono: estorsioni, produzione e spaccio di stupefacenti, traffico di armi, corruzione, voto di scambio e gestione del gioco d'azzardo.

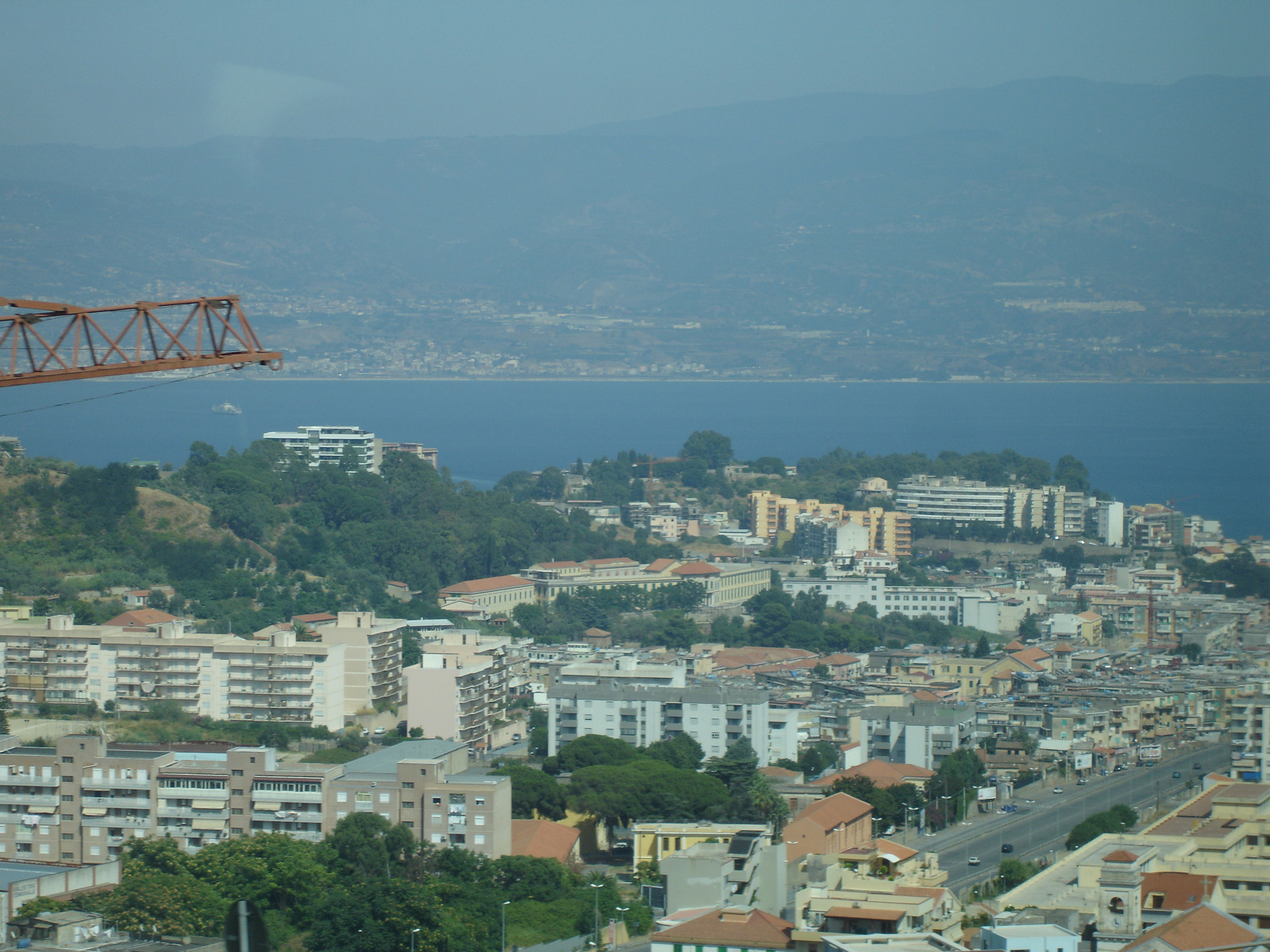
Una visuale del quartiere "Giostra"

## Storia
Il quartiere di Giostra è attualmente il quartiere più grande e popoloso di Messina con decine di migliaia di abitanti. Secoli fa ospitava i tornei cavallereschi della città, motivo per cui ancora oggi porta questo nome. A seguito del terremoto del 1908 il rione venne utilizzato per costruire baraccamenti provvisori per gli sfollati e successivamente fu oggetto di un piano scellerato di edilizia popolare. Con il passare degli anni il quartiere divenne una zona caratterizzata da degrado urbano e sociale e si formarono i primi gruppi criminali a partire dalla prima metà del '900. Tuttavia i fenomeni maggiormente considerati che riguardano il contesto mafioso di Giostra, hanno origine concreta negli anni 70, quando il controllo del quartiere era probabilmente esercitato dal boss affiliato alla 'Ndrangheta Gaetano Costa detto "facci i sola" e dai suoi uomini di fiducia. Tale compagine criminale fu coinvolta in una guerra tra fazioni contro il clan Cariolo coadiuvato dagli alleati del gruppo Rizzo, scontro che terminò con una sorta di tregua accordata tra i due capi clan nel carcere di Volterra, anche se sostanzialmente prevalsero Costa e i suoi, dal momento che Cariolo si ritirò a vita privata nelle Isole Eolie. Successivamente emerse che anche a Messina come in altre città del Sud Italia, erano presenti organizzazioni criminali di stampo mafioso, e molti uomini del quartiere vennero coinvolti nel Maxiprocesso di Messina, nel 1986. Va tuttavia precisato che durante gli anni di controllo del Costa non si parlava di "clan di Giostra" ma piuttosto di "clan Costa", il quale è riuscito a mantenere il controllo su tutta la città e a "reclutare" forze da tutti i quartieri e non solo dal rione Giostra. Negli anni che seguirono, al dominio di Costa succedette quello di Luigi Galli e Mario Marchese, soprattutto il primo viene attualmente considerato assieme al nipote Luigi Tibia, tra le figure più influenti del sodalizio criminale. Attualmente il clan risulta essere tra i più "potenti" in città sullo stesso piano del clan di Mangialupi, o forse anche maggiormente. Il sodalizio criminale si dedica anche all'organizzazione di corse clandestine di cavalli e alla relativa gestione delle scommesse. Tali corse si svolgono nelle periferie della città (spesso proprio a Giostra) o in provincia di Catania, quando vengono organizzate delle gare tra clan messinesi e clan catanesi, i quali risultano essere alleati. All'interno del clan, spesso ci sono state delle scissioni e ricongiunzioni causate da divergenze sulla gestione delle attività criminali, costate la vita a molte persone. 
Negli ultimi anni sono state poste in essere diverse maxi operazioni volte a smembrare questo gruppo mafioso, ma una in particolare nel 2024, ha smascherato un traffico di droga internazionale, che coinvolgeva la 'Ndrangheta calabrese soprattutto della zona della piana di Gioia Tauro, di Rosarno e di San Luca. I gruppi criminali coinvolti avevano ramificazioni e contatti anche in altre regioni e in altri stati. Le indagini hanno rivelato i percorsi di approvvigionamento della sostanza stupefacente: la cocaina e il crack provenivano dalla Calabria, l'hashish dalle province di Napoli e Milano, e dalla Spagna, mentre lo spice (un cannabinoide sintetico ad effetti psicotropi altamente dannosi per la salute) arrivava dai Paesi Bassi. La droga veniva trasferita ai clan messinesi (incluso quello di Giostra) che, a loro volta, la distribuivano alle organizzazioni criminali di Barcellona Pozzo di Gotto e Tortorici. Si ipotizza che nel quartiere Giostra, così come in altri quartieri della città, fossero stati creati veri e propri "rifugi" in abitazioni di membri del gruppo, utilizzati per stoccare e proteggere la sostanza.